# Aeroporto de Valença
O Aeroporto de Valença é um aeroporto brasileiro na cidade de Valença, no estado da Bahia. Foi reinaugurado em 3 de setembro de 2000, porém, existe desde 7 de julho de 1948 (como aeroporto de Valença-Guaibim) e abriga voos de pequeno porte, como aviões particulares e comerciais. Seu movimento durante o censo de 2009 foi de 2.800 passageiros por ano.
O Grupo MPE, o qual está reformando o maior e mais estruturado na região baiana do Baixo Sul, tem concessão e projeta a transformação do aeroporto em ponto de apoio ao de Salvador e com a denominação de "Aeroporto Internacional da Costa do Dendê".
No fim de junho de 2013, o voo inaugural da Passaredo Linhas Aéreas para Salvador traz a operação de voos comerciais desde as obras de 2000 e tem disponibilidade semanal inicialmente, ligando os cerca de 277 km que separam Salvador de Valença, servindo de entrada para Costa do Dendê, zona turística onde estão Morro de São Paulo, Ilha de Boipeba, Guaibim, Barra Grande, Maraú, Cairu. Assim, o Aeroporto somente operava com voos particulares e de táxi aéreo, com a redução tributária estadual sobre a querosene, a linha comercial para Salvador contribui para o transporte aéreo regional na Bahia.
Em julho de 2014, foi anunciado que o aeroporto passaria a contar com mais um voo: da Azul, com partida do Aeroporto Internacional de Viracopos, em Campinas, São Paulo porém a rota operada atualmente tem saída de Belo Horizonte.[carece de fontes?]